# André-Frédéric Eler
André-Frédéric Eler (Alsàcia, 1764 - París, 29 d'abril de 1821) fou un compositor francès.
Molt jove s'instal·là a París, donant-se molt aviat a conèixer per diverses composicions per a instruments de vent. Quan es reorganitzà l'Escola reial de música, el 1816, fou nomenat professor de contrapunt, càrrec que li permetia el manteniment de la seva família, car fins llavors la seva situació pecuniària ratllava en la misèria, en aquest càrrec tingué com alumne al belga Louis Constant Ermel. No gaudí de la reputació que mereixia i no va poder assolir en el Conservatori la plaça de professor d'harmonia que sol·licità, però al morir el Govern va voler reparar la injustícia amb què se l'havia tractat i concedí a la seva vídua un pensió vitalícia.
Instrumentà i col·leccionà diverses composicions dels més celebrats mestres del segle xvi, les quals obres, adquirides pel Govern francès, figuren en la biblioteca del Conservatori amb el nom de Collection Eler; també se li deuen diverses obertures, simfonies, valsos, sonates, quartets, etc., per a diferents instruments; una òpera, que mai es representà, titulada La Foret de Brama, i les tres següents: Apelle et Campaspe, Le Cahut des Vengeances, aquesta última amb lletra de Rouget de Lisle, i totes dues posades en escena en la Gran Òpera el 1798, i L'Habit du chevalier de Grammont, representada en l'Òpera còmica el 1800.